# Charles Preuss
Pour les articles homonymes, voir Preuss.
Charles Preuss (né George Karl Ludwig Preuss ; 1803-1854) était un cartographe qui a accompagné l'explorateur John Charles Frémont dans ses expéditions dans l'Ouest américain, notamment celles où lui et Frémont ont été les premiers à rapporter avoir vu le lac Tahoe depuis un point de vue dans la montagne en février 1844. Il participe à des explorations jusqu'à ce qu'il atteigne 50 ans. Un an plus tard, il se suicide. La sobriété de son journal de l'expédition contraste avec l'exubérance de celui de Frémont, exprimant souvent avec humour des sentiments mélancoliques.